# Симеизский парк
Симеизский парк (укр. Сімеїзький парк) — курортный парк в пгт Симеиз (Республика Крым). Заложен в 1930—1935 годах на площади более 10 га.
Парк расположен в Новом Симеизе у подножия горы Ай-Панда и разместился на каменистых склонах от главного проспекта курорта до берега моря. С севера граничит с крайне беспокойным рельефом отрогов яйлы, изредка покрытых остатками низкорослого леса; с запада вырисовывались красивые очертания горы Кошка; с юга видна спокойная голубая бухта, что омывает своими водами скалу Дива и обломки камней у её подножия.
Разбивка парка носит смешанный характер: в центре, по главному проспекту курорта, он устроен в регулярном стиле, а на склонах — в ландшафтном.
Основой для насаждений парка послужили остатки естественного южнобережного леса с господством можжевельника высокого и сопутствующих ему пород: терпентинного дерева, дуба пушистого, граба, жасмина кустарникового и можжевельника колючего. Эти породы составляют главную массу зелёного фонда на склонах прибрежной части ландшафтного парка. К ним только частично кое-где примешаны группы экзотов засухоустойчивых пород, в частности кипарисы, кедры, дрок испанский, дерево Иуды и некоторые другие. На равнинных местах ландшафтного парка основу насаждений составляют экзоты, а местные породы сопутствуют им.
На ровных местах, включая главный проспект курорта и участки, примыкающие к нему, организован регулярный парк, в насаждения которого включены преимущественно экзоты. Парадной частью этого парка является главный проспект курорта, устроенный в виде длинного цветочного партера, размещенного по оси проспекта. Этот партер по сторонам обсажен кипарисом пирамидальным, а в центре обильно насыщен цветами. Партер в меру украшен копиями классических скульптур.
В парке есть до 70 видов и форм деревьев и кустарников. Из них наиболее интересны лавровишня лекарственная и дуб каменный, сформированные в виде громадных шаров, тис ягодный колонновидный и софора японская плакучая. Примечательны здесь сосны, кипарисы, кедры, олеандр.
Симеизский парк интересен как с эстетической стороны, так и с точки зрения устойчивости его насаждений к весьма жестким погодным условиям засушливой зоны крайнего юга.